# 富山地方鉄道デキ12020形電気機関車
富山地方鉄道デキ12020形電気機関車（とやまちほうてつどうデキ12020がたでんききかんしゃ）は、富山地方鉄道に在籍する電気機関車である。

## 概要
1958年に東芝で1両製造された、自重30tの機関車である。黒部川第四発電所建設に伴う資材輸送のため製造された。当初の所有者は関西電力であったため関電と富山地鉄の両社の社紋が取り付けられていたが、建設工事終了後は正式に富山地鉄の所有となり関電の社紋は外された。
車体は凸形で、曲線を多く取り入れたデザイン、運転席窓部の傾斜、ボンネット中央の突起など、凸形機としては特異な外観である。塗色は薄いピンクとグレーのツートンカラーであり、富山地鉄の他の電気機関車とは異なる。
電動機は90kWのものを4台持ち、制御方式は電磁空気単位スイッチ式である。台車はTT-53で、軸箱をミンデンドイツ式のような板バネで支持する構造。軸箱上部のバネは斜めに配されており、機関車用としては他に類例の少ない構造の台車である。
貨物列車廃止後は保線用途などに使用されているものの動く機会は少なく、通常は稲荷町テクニカルセンターに留置されている。

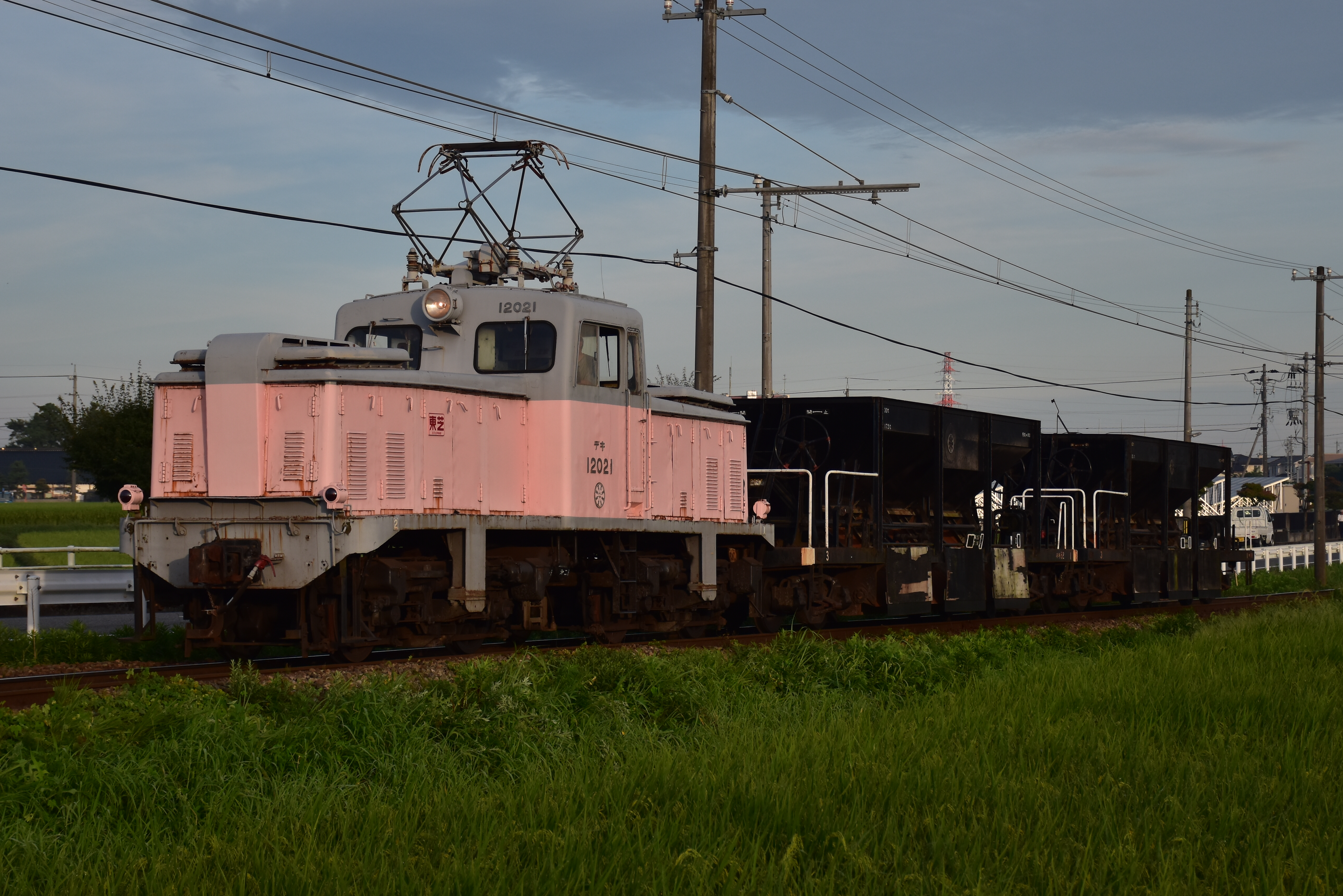
ホキ80を牽引するデキ12020。